# Grupo Sáez Merino
El Grupo Sáez Merino fue un grupo textil español de ropa vaquera fundado en 1954, en Valencia. Con sus marcas Lois, Caster, Cimarron y Caroche se posicionó en uno de los primeros puestos del mercado mundial en ropa vaquera en los años 1970.
La empresa cesó sus operaciones en 2008 por dificultades económicas, dificultades que ya venía arrastrando durante años y que le llevó a cerrar todas sus plantas de producción en 2006 para centrarse en el diseño y comercialización de ropa fabricada por empresas subcontratadas.
La empresa ya había presentado suspensión de pagos con anterioridad en 1992, pero resurgió en 1999.